# Syrische Gesellschaft für Ärzte und Apotheker in Deutschland
Die Syrische Gesellschaft für Ärzte und Apotheker in Deutschland e. V. (SyGAAD), arabisch جمعية الأطباء والصيادلة السوريين في ألمانيا Dschama'a al-Atba' wa s-Siadala as-suriyyin fi Almaniyya, ist ein im Jahr 2020 gegründeter Berufsverband von in Deutschland arbeitenden syrischen Ärzten und Apothekern.

## Grundlegendes

### Syrische Ärzte und Apotheker in Deutschland
Nach Zahlen der Bundesärztekammer stellen Syrer mit weitem Abstand die größte Gruppe ausländischer Ärzte in Deutschland. Ende 2023 gab es 6.121 ausländische syrische Ärzte in Deutschland; gefolgt von Ärzten aus Rumänien (4.668). 2022 waren es 5.300. Das SyGAAD-Vorstandsmitglied Husam Tarabin schätzt, dass es einschließlich deutscher Staatsbürger rund 15.000–20.000 syrisch-stämmige Ärzte in Deutschland gibt. Hinzu kommen geschätzt rund 2000–3000 syrische Apotheker.

### Formelle Struktur
Der Verband, in Rechtsform eines eingetragenen Vereins, wurde 2020 gegründet  und hat seinen Sitz in Hanau. Im September 2023 hatte der Verein rund 400 Mitglieder.

### Ziele und Positionen
Zentrale Ziele des SyGAAD sind die Vernetzung syrischer Ärzte und Apotheker in Deutschland, Erfahrungsaustausch und die Unterstützung seiner Mitglieder im beruflichen Einstieg und Aufstieg, sowie Förderung und Entwicklung, etwa bei Integration in der deutschen Gesellschaft und im Berufsleben.
Die SyGAAD sieht sich zur politischen Neutralität verpflichtet.

## Geschichte
Die Wurzeln der SyGAAD gehen zurück auf eine im Jahr 2009 gegründete arabischsprachige Facebook-Gruppe von syrischen Ärzten in Deutschland, darunter der spätere SyGAAD-Präsident Faisal Shehadeh. Die Gruppe wuchs im Zuge der Einwanderung von Syrern Mitte der 2010er-Jahre und der Aufnahme weiterer arabischsprachiger Mediziner und Apotheker auf heute über 60.000 Mitglieder an und bildete ihrerseits Untergruppen hervor, die sich auf bestimmte Themen fokussierten; wobei als häufiges Problem die Orientierung im deutschen Berufsfeld der Mediziner und Apotheker, sowie Anerkennungs- und Arbeitsprozesse auftraten. Um dem zu begegnen, entstand die Idee der Bildung einer Gesellschaft, die sich dieser speziellen Probleme annahm; 2019 bildeten Syrer laut Statistik der Bundesärztekammer die größte ausländische Ärztegemeinschaft in Deutschland. Am 15. Dezember 2020 erfolgte schließlich die amtsgerichtliche Gründung des SyGAAD. Aufgrund der COVID-19-Pandemie konnte die Gründerversammlung erst im Jahr 2022 erfolgen.
Infolge des Sturzes des Assad-Regimes Ende 2024 befragte der SyGAAD seine Mitglieder zu einer möglichen Rückkehr nach Syrien, die sich 75 % der Teilnehmer der Umfrage vorstellen konnten.